# Mistrzostwa Świata Juniorów w Saneczkarstwie 2022 (tory naturalne)
13. Mistrzostwa Świata Juniorów w Saneczkarstwie na torach naturalnych 2022 odbyły się w dniach 4 - 6 lutego we włoskim Jaufental. Rozegrane zostały trzy konkurencje: jedynki kobiet, jedynki mężczyzn oraz dwójki.
W jedynkach kobiet zwyciężyła Austriaczka Riccarda Rütz, a wśród mężczyzn tytuł ex aequo zdobyli Włosi Fabian Brunner i  Daniel Gruber. W dwójkach triumfowali Słoweńcy Matevs Vertel i Vid Kralj.

## Terminarz i medaliści
| Data            | Miejscowość | Konkurencja      | Złoto                              | Srebro                                     | Brąz                                               |
| --------------- | ----------- | ---------------- | ---------------------------------- | ------------------------------------------ | -------------------------------------------------- |
| 5-6 lutego 2022 | Jaufental   | Jedynki kobiet   | Riccarda Rütz                      | Katharina Hofer                            | Sarah Schiller                                     |
| 5-6 lutego 2022 | Jaufental   | Jedynki mężczyzn | Fabian Brunner Daniel Gruber       | -                                          | Alex Oberhofer                                     |
| 5 lutego 2022   | Jaufental   | Dwójki           | Słowenia Matevs Vertel · Vid Kralj | Rosja Aleksandr Baszko · Aleksandr Kalitov | Rosja Pawieł Iwaszkiewicz · Wiaczesław Kudriawczew |

## Wyniki

### Jedynki kobiet
- Data: 5-6 lutego 2022

| Miejsce | Zawodniczka          | Narodowość | 1. zjazd | 2. zjazd | 3. zjazd | Czas    | Strata |
| ------- | -------------------- | ---------- | -------- | -------- | -------- | ------- | ------ |
|         | Riccarda Rütz        | Austria    |          |          |          | 2:39.76 | -      |
|         | Katharina Hofer      | Włochy     |          |          |          |         | +0.15  |
|         | Sarah Schiller       | Niemcy     |          |          |          |         | +1,90  |
| 4.      | Jenny Castiglioni    | Włochy     |          |          |          |         | +2.23  |
| 5.      | Ivonne Müller        | Włochy     |          |          |          |         | +4.37  |
| 6.      | Verena Fuchs         | Austria    |          |          |          |         | +6.89  |
| 7.      | Jekatierina Guk      | Rosja      |          |          |          |         | +7.51  |
| 8.      | Melat Eberhöfer      | Austria    |          |          |          |         | +8.23  |
| 9.      | Jewgienija Fiedorowa | Rosja      |          |          |          |         | +8.81  |
| 10.     | Nika Nemec           | Słowenia   |          |          |          |         | +9,36  |
| . . .   |                      |            |          |          |          |         |        |
| 17.     | Paulina Lipińska     | Polska     |          |          |          |         | +22,61 |

### Jedynki mężczyzn
- Data: 5-6 lutego 2022

| Miejsce | Zawodniczka         | Narodowość | 1. zjazd | 2. zjazd | 3. zjazd | Czas    | Strata |
| ------- | ------------------- | ---------- | -------- | -------- | -------- | ------- | ------ |
|         | Fabian Brunner      | Włochy     |          |          |          | 2:35.75 | -      |
|         | Daniel Gruber       | Włochy     |          |          |          |         | +0.00  |
|         | Alex Oberhofer      | Włochy     |          |          |          |         | +0,87  |
| 4.      | Miguel Brugger      | Austria    |          |          |          |         | +1.05  |
| 5.      | Pawieł Iwaszkiewicz | Rosja      |          |          |          |         | +2.62  |
| 6.      | Hannes Unterholzner | Włochy     |          |          |          |         | +2.65  |
| 7.      | Blaz Mekina         | Słowenia   |          |          |          |         | +3.10  |
| 8.      | Florian Freigassner | Austria    |          |          |          |         | +3.83  |
| 9.      | Simon Achenrainer   | Austria    |          |          |          |         | +4.44  |
| 10.     | Dominik Maier       | Austria    |          |          |          |         | +4,76  |
| . . .   |                     |            |          |          |          |         |        |
| 20.     | Adrian Machnik      | Polska     |          |          |          |         | +13,13 |

### Dwójki
- Data: 5 lutego 2022

| Miejsce | Zawodnicy                                  | Narodowość | 1. zjazd | 2. zjazd | Czas    | Strata |
| ------- | ------------------------------------------ | ---------- | -------- | -------- | ------- | ------ |
|         | Matevs Vertelj Vid Kralj                   | Słowenia   |          |          | 1:51.45 | -      |
|         | Aleksandr Baszko Aleksandr Kalitov         | Rosja      |          |          |         | +0.28  |
|         | Pawieł Iwaszkiewicz Wiaczesław Kudriawczew | Rosja      |          |          |         | +0.69  |
| 4.      | Anton Gruber Genetti Hannes Unterholzner   | Włochy     |          |          |         | +1.05  |
| 5.      | Peter Neupauer Dominik Neupauer            | Słowacja   |          |          |         | +5.52  |
| 6.      | Gabriel Halcin Samuel Halcin               | Słowacja   |          |          |         | +13.91 |

## Klasyfikacja medalowa
| Miejsce | Państwo  | złoto | srebro | brąz | Razem |
| ------- | -------- | ----- | ------ | ---- | ----- |
| 1.      | Włochy   | 2     | 1      | 1    | 4     |
| 2.      | Austria  | 1     | 0      | 0    | 1     |
| =       | Słowenia | 1     | 0      | 0    | 1     |
| 4.      | Rosja    | 0     | 1      | 1    | 2     |
| 5.      | Niemcy   | 0     | 0      | 1    | 1     |